# Vince Batthyány

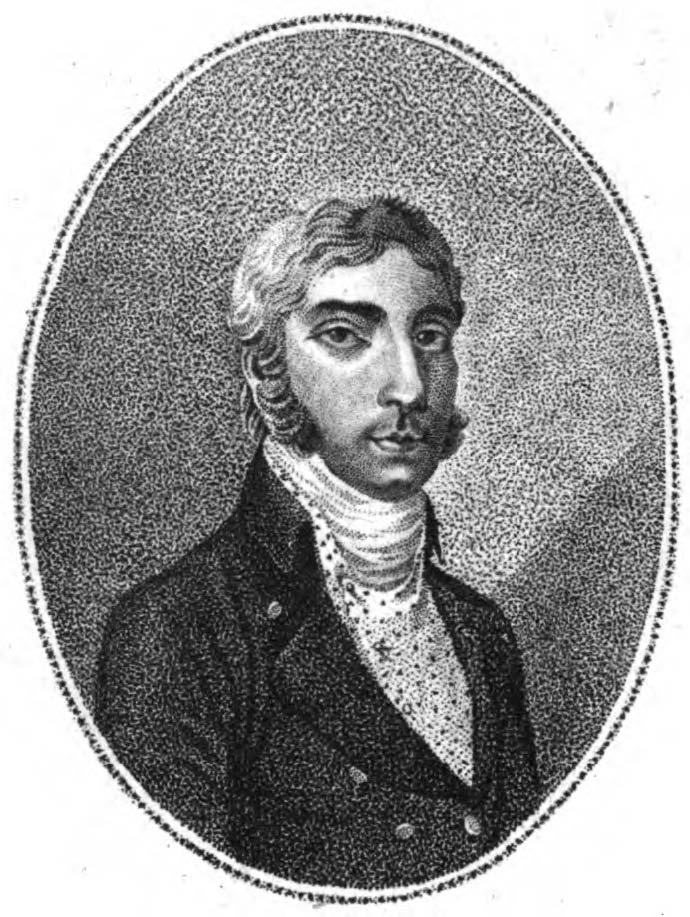
Vince Batthyány

Graf Vince Batthyány (* 28. Februar 1772 in Graz; † 3. Dezember 1827 in Wien)  war ein ungarischer Staatsmann und Topograf aus der Familie Batthyány.